# 月世界旅行 (映画)
『月世界旅行』（げっせかいりょこう、原題：Le Voyage dans la Lune）は、1902年に公開されたジョルジュ・メリエス監督・脚本・主演によるフランスのサイレント映画である。天文学者たちが大砲で撃ち出されるカプセル型宇宙船で月に向かい、月面探索中に出会った月の住人セレナイトから逃れ、地球に帰還するという物語で、ジュール・ヴェルヌの小説『月世界旅行』（1865年）とその続編『月世界へ行く』（1870年）など、様々な作品から着想を得ている。メリエス自身が主人公で仲間を率いるバルベンフィリ教授を演じ、その他にフランスの演劇俳優たちが出演している。本作はメリエスを有名にした演劇的な映像スタイルが特徴である。
映画研究者たちはパタフィジックかつ反帝国主義的な風刺を多用していること、後の映画作家たちに幅広い影響を与えたこと、伝統的なフランス演劇の夢幻劇（フェリー）的要素の芸術的意義などについて言及している。公開当時は世界的な人気を博し、特にアメリカでは多くの海賊版が複製されたほどだった。メリエスが映画界から去った後は忘れられていたが、映画史におけるメリエスの功績が再評価され始めた1930年頃に再び日の目を見るようになった。また、通常のモノクロ版とは別に存在した手彩色のカラー版プリントは失われた映画と考えられていたが、1993年に損傷の激しい状態で発見され、2011年に完全に復元された。
当時の映画では異例の長さ、豪華な製作費、革新的な特殊効果、ストーリーテリングの重要性は他の映画製作者たちに大きな影響を与え、物語映画全体の発展に大きく貢献した。この作品はメリエスの代表作であり、人間の顔が描かれた月面の目に宇宙船が着陸する瞬間は、映画史上で最も象徴的でよく参照されるショットの一つである。本作はSF映画というジャンルの最初の例として、また映画史上最も影響力のある映画の一つとして広く認知されている。

## プロット

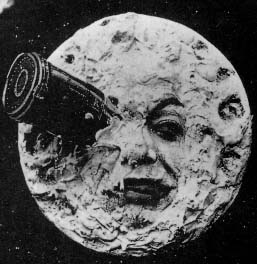
人間の顔をした月が登場する本作の象徴的なイメージ。

下記のプロットに挙げられる固有名詞は、公式の英語版カタログに基づく。
天文学会の会議において会長のバルベンフィリ教授は、月への探検旅行を提案する。いくつか反対意見が出た後、5人の勇敢な天文学者が計画に賛同する。そして弾丸の形をした宇宙カプセル（宇宙船）と、それを発射するための巨大な大砲が作られる。こうして6人の天文学者たちがカプセルに乗り込むと、大勢の水兵服を来た若い女性たちが発射準備を行い、月に向けて発射される。そして狙い通りカプセルは月に到着する（このシーンは人の顔が描写された月面（The Man in the Moon）の右目に銃弾型のカプセルが撃ち込まれるという形で描写される）。
無事にカプセルが月面に着陸すると天文学者たちは宇宙服などは装着せず、そのまま月面に降り立つ。遠くから地平線上に昇る地球を眺めた後、彼らは毛布を広げて眠る。この間に様々な天文事象がユーモラスに描写され、最後に月の女神フィービー（ポイべ）が三日月のブランコに座って現れる。フィービーが雪を降らせたことで天文学者たちは目を覚まし、洞窟の中へと避難する。そこで巨大なキノコを発見し、1人が傘を開くと巨大キノコに変わってしまい、一同は驚く。
ここで月の住民である地球外生命体（正式にはセレナイト（Selenite）と呼び、ギリシャ神話の月の女神セレーネにちなむ名前）が現れて襲ってくるが、強い力が加わると簡単に爆発してしまうため、天文学者たちは容易くこれを殺す。しかし、続けて多くの住民が現れたために抵抗できず、そのまま彼らの王宮に連れて行かれる。そこで玉座に座る月の王の前に引き立てられるが、天文学者の1人が王を玉座から引き離すと地面に叩きつけ殺してしまう。
王の死による混乱の隙を突いて天文学者たちは逃げ出し、追いかけてくる住民らに抵抗しながら崖上近くにあったカプセルに到着する。5人がカプセル内に入ると残る1人はカプセルに繋がったロープを引っ張り、これを崖から落とす。この時、月の住民の1人がカプセルにしがみつく。そのまま宇宙船は落下し続けて宇宙空間を通過し、地球の海へと落ちる。その後、天文学者たちはカプセルごと船舶に回収され、帰還を果たす。
最終シーンでは"Labor omnia vincit"（ラテン語で「仕事はすべてを勝ち取る」の意）の標語が刻まれた記念像が除幕され、街をあげて天文学者たちの偉業を祝福するパレードが開かれる。そこではカプセルにしがみついて地球にやってきた月の住民が見世物にされている。

## キャスト

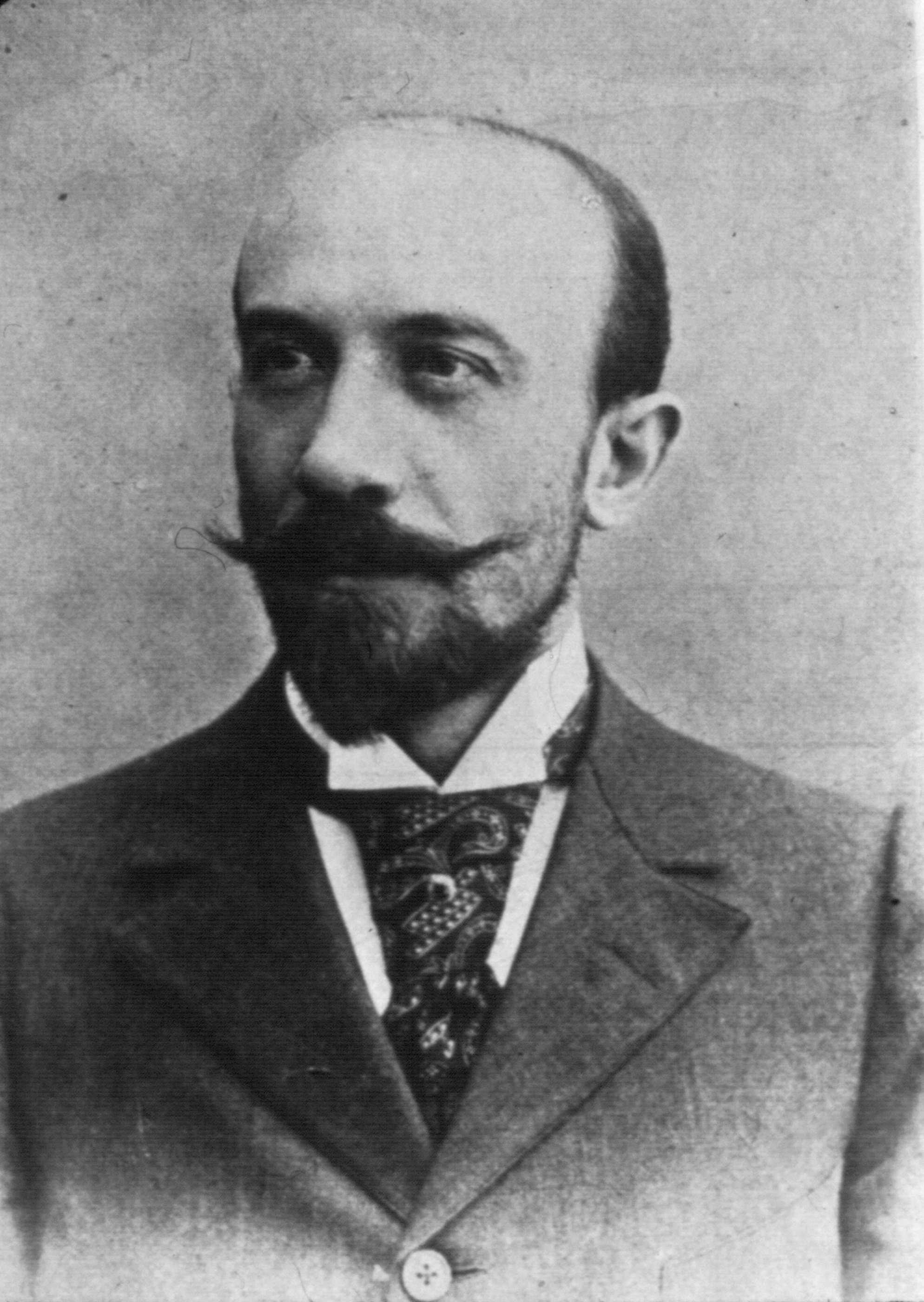
ジョルジュ・メリエス

本作の製作当時は、まだクレジットタイトルを付ける慣行がなかったため、出演者は匿名となっている。以下の詳細なキャスト情報は入手可能な資料から作成している。
バルベンフィリ教授 - ジョルジュ・メリエス。
メリエスはマジシャンかつフランスの映画製作の先駆者であり、一般には物語映画の可能性を最初に見出した人物とされているが、本作時点においてすでに『シンデレラ』（1899年）や『ジャンヌ・ダルク』（1900年）などの物語映画で成功を収めていた。監督、プロデューサー、脚本、デザイナー、技術、広報、編集、さらにしばしば俳優としてすべての作品に幅広く関わったことから、最初の映画作家の一人とも評される。
ポイベ（三日月に乗った女性） - ブルエット・ベルノン
メリエスは1890年代にキャバレー「ランフェール」で歌手として活躍していたベルノンを見出し、自身の映画に出演させた。1899年の『シンデレラ』にも出演している。
海兵隊の将校 - フランソワ・ラルマン（François Lallement）
ラルマンは、スター・フィルムの従業員であるカメラ技師の一人である。
ロケット発射の大尉 - アンリ・ドラノワ（Henri Delannoy）

パレードの隊長 - ジュール＝ウジェーヌ・ルグリ（Jules-Eugène Legris）
ルグリは、メリエスが経営していたロベール＝ウーダン劇場のマジシャンである。
天文学者たち - ヴィクトル・アンドレ（Victor André）、デルピエール（Delpierre）、ファルジョー（Farjaux）、ケルム（Kelm）、ブルネ（Brunnet）
演じた者たちのうち、アンドレはクリュニー劇場で働いていた人物で、それ以外の4人はフランスのミュージックホールの歌手である。
そのほか、シャトレ座のバレエ団員たちが星や大砲の係員として、またフォリー・ベルジェールの曲芸師がセレナイト役として出演している。

## 製作

### 着想

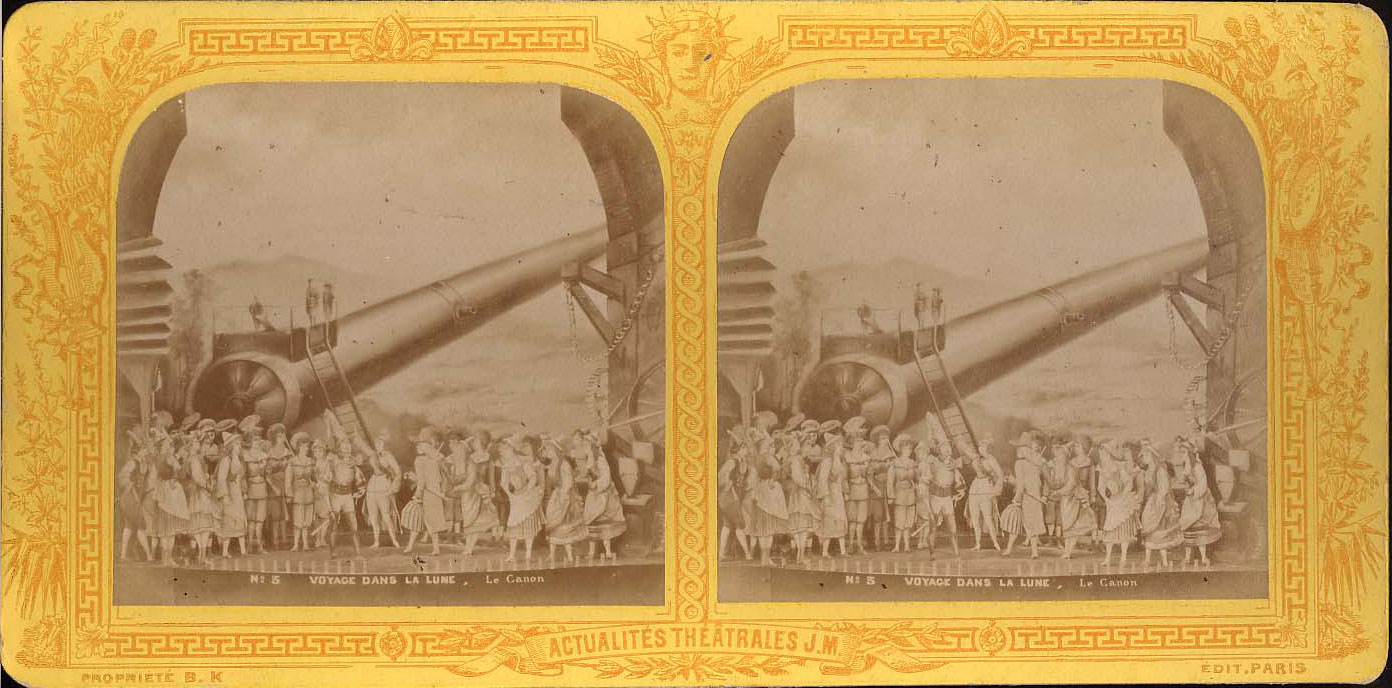
ジャック・オッフェンバックの『月世界旅行』のステレオスコープの一場面。

1930年にメリエスは、ジュール・ヴェルヌの小説『月世界旅行』（1865年）と『月世界へ行く』（1870年）から本作の着想を得たことを明かしている。20世紀半ばのフランス人作家ジョルジュ・サドゥールを始めとする映画史家たちは、本作の製作の数か月前にフランス語訳が出版されたH・G・ウェルズの『月世界最初の人間』（1901年）に影響を受けた可能性があることを指摘している。サドゥールは、映画の前半（大砲や砲弾型の宇宙船など）はヴェルヌから、後半の月でのエピソードの大半（月面やセレナイトとの戦い、帰還など）はウェルズから採っていると指摘している。
これらに加えて、数人の映画研究者は他の作品、特にジャック・オッフェンバックのオペレッタ『月世界旅行』（ヴェルヌの小説の無許可のパロディ）や、1901年にニューヨークのバッファローで開催されたパン・アメリカン博覧会のアトラクション『A Trip to the Moon』などから影響を受けていることを指摘している。フランスの映画史家のティエリー・ルフェーブルは、メリエスがこの2つの作品を参考にしているが、取り入れた要素はそれぞれ異なっていたと指摘している。その指摘によれば、1901年のアトラクションからは「月への旅行、月面着陸、異形の地球外生命体との出会い、地下洞窟探検、月の者たちとの対面」といった映画の物語構造を直接取り入れ、さらに多くのプロットの要素（疑似科学的な名前を持つ6人の天文学者、スツールに変形する望遠鏡、地上に設置された月面への砲台、月が観客に近づいてくるように見せるシーン、月面の吹雪、地球が地平線から昇るシーン、傘を持つ旅行者など）を参照しており、オッフェンバックのオペレッタからはパロディ的な映画のトーンを参照しているという。
メリエスの孫娘のマドレーヌ・マルテット＝メリエスによると、メリエスが本作を作るきっかけとなったのは、メリエスの兄ガストン・メリエスの息子ポールとの会話だったという。ポールはしばしば伯父であるメリエスのところへ昼食を食べに来ていたが、彼はジューヌ・ヴェルヌの大ファンで、1902年3月初め頃のある日、メリエスに月の上で起こっていることを見せて欲しいと頼んだ。メリエスは「そんなものは簡単さ」と答え、それが発端となって本作を作ることになったという。なお、メリエスはすでに、舞台ではロベール＝ウーダン劇場で上演した『ノストラダムスの災難』（1891年）、映画では『天文学者の夢』（1898年、別題は『月まで一メートル』）で月をテーマにした作品を製作していた。

### 撮影

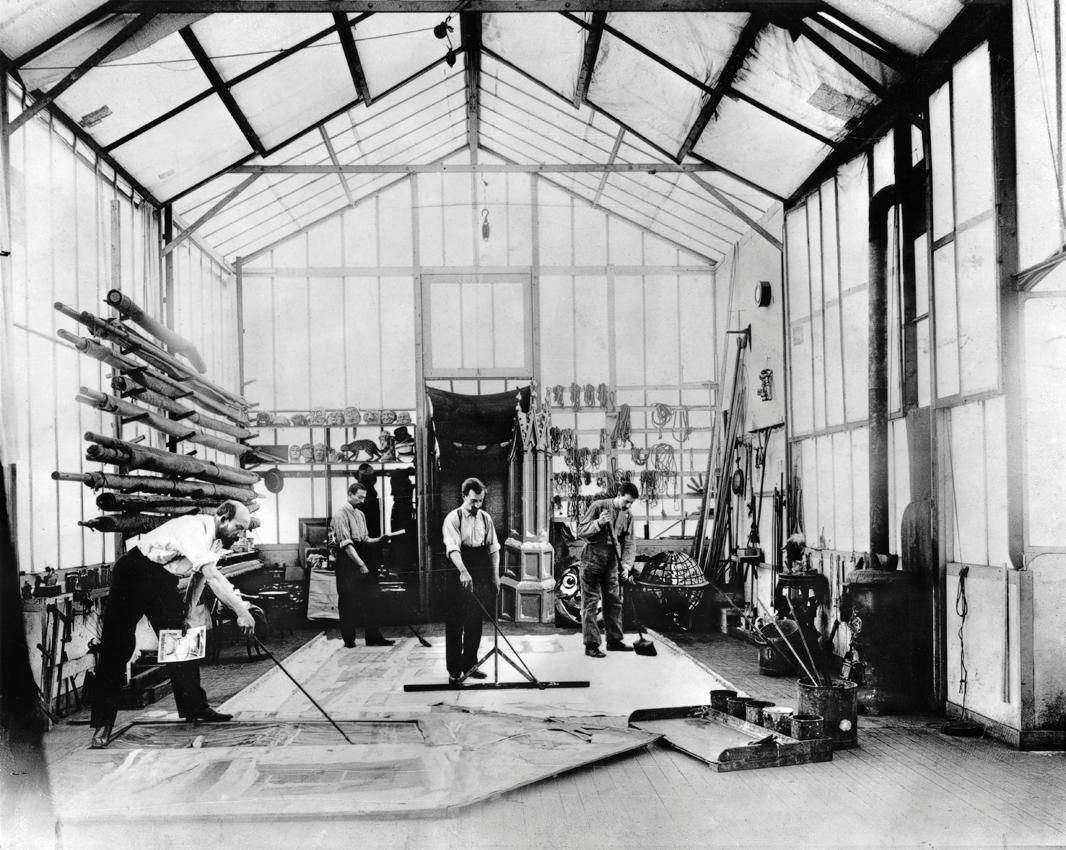
本作を撮影したスタジオの写真（左の人物がメリエス）。

サイエンス・ライターのロン・ミラーが指摘するように、本作はメリエスの映画の中で最も複雑な作品の1つであり、「彼が学んだり、開発したあらゆるトリック」が駆使されていた。上映時間も当時のメリエス作品では最長のものであり、予算も撮影期間も異例といえるほど潤沢に与えられ、製作費は1万フラン、完成までに3か月を要した。撮影はスター・フィルムの社員で、メリエスと毎日のように仕事を共にしていたテオフィル・ミショーとルシアン・タングイが担当した。この2人はカメラマンとしての仕事以外にも、フィルムの現像や舞台背景のセッティングを手伝い、さらに会社のための雑用もこなした。会社のオペレーターであるフランソワ・ラルマンは、俳優として本作に出演もしている。その他の俳優には、多くのコネを使って、パリ演劇界の実力者を起用した。俳優たちの給料は1日金貨1枚（ルイ・ドール）と、競合他社よりもかなり高く、正午には無料の食事も提供された。
本作を撮影した映画スタジオは、メリエスが1897年にセーヌ＝サン＝ドニのモントルイユに建設したものである。ここは太陽光をできるだけ多く取り入れるためにガラス張りの壁と天井でできた温室のような建物であったが、それは1860年代以降の写真スタジオのほとんどで採用されていたものであり、またメリエスが運営するロベール＝ウーダン劇場と同じ寸法（13.5×6.6m）だった。メリエスは映画のキャリアを通じて、朝に映画の構想を練り、日中の明るい時間帯に撮影を行い、午後遅くに撮影所とロベール＝ウーダン劇場の雑務をこなし、夜にはパリの劇場で公演するという厳しいスケジュールを毎日送っていた。

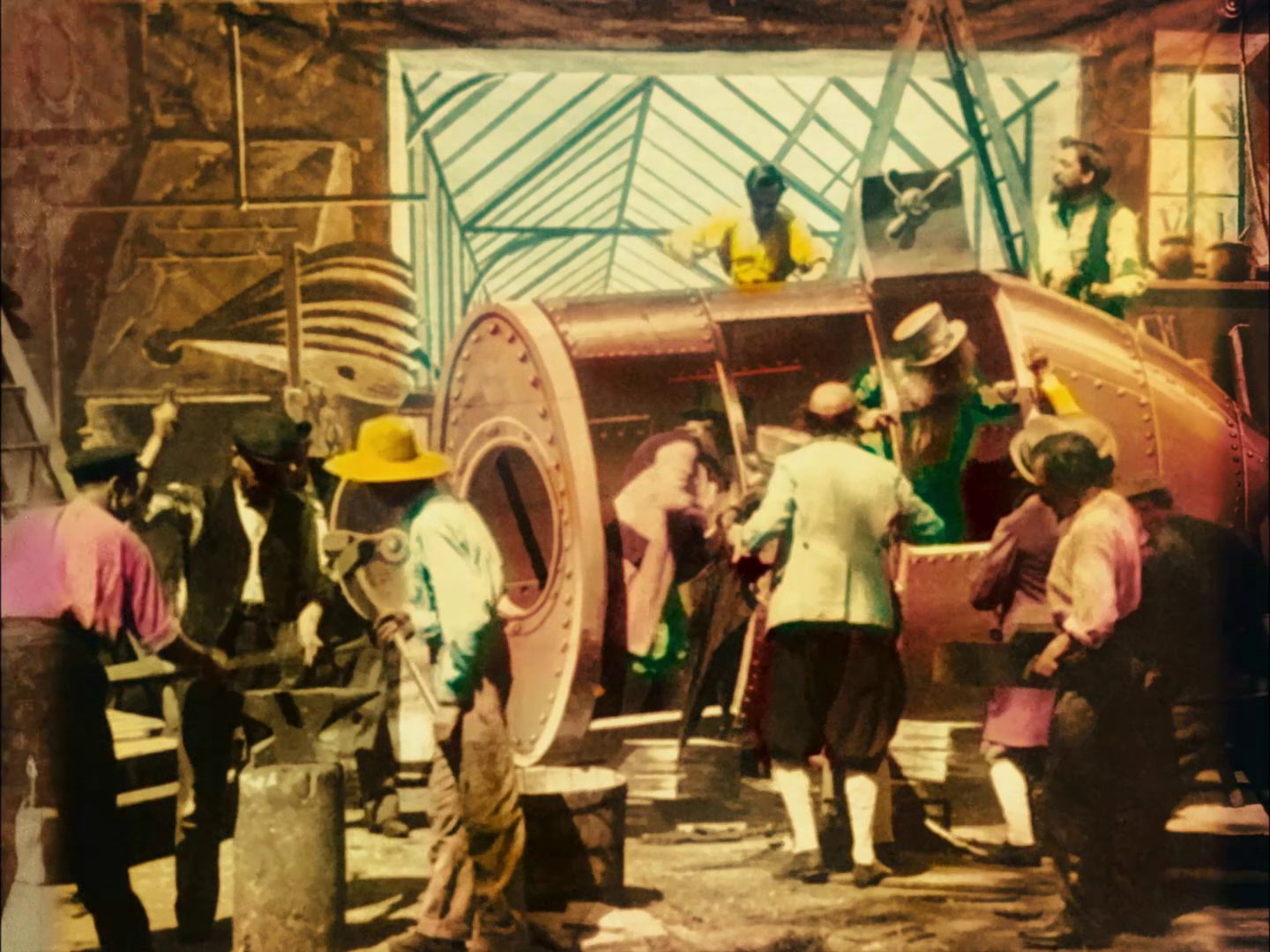
工房のセットでは、実際の撮影スタジオを模したガラスの天井が描かれていた。

メリエスの回想によれば、本作の異常な製作費の多くは、機械的に動く舞台背景と、厚紙と帆布を用いて作られたセレナイトの衣装によるものだった。これらの衣装の石膏型を作成するために、メリエス自身がテラコッタで頭、足、膝当ての試作品を作った。メリエスは仮面を作る職人にセレナイトの衣装の制作を任せたと述べているが、映画研究者のプリスカ・モリッシーによると、おそらくパリの大手マスク及び箱製造会社だったメゾン・アレ（Maison Hallé）のマスク製作専門のスタッフが、この型を使って役者が着用する厚紙を製作したという。映画作りに関する他の詳細な話はほとんどないが、サドゥールはメリエスが画家のクローデルと風景を、ジュアンヌ・ダルシーと衣装を共同で制作した可能性が高いと指摘している。宇宙船を製造するシーンに出てくるガラス屋根の作業場の背景は、モントルイユのメリエスのスタジオを模して描かれたものである。
本作における特殊効果（トリック撮影）の多くは、他のメリエス作品と同様にストップ・トリック（置換トリック）を使用して行われた。ストップ・トリックは、撮影を途中で停止させている間に、画面上の対象を変更したり、追加したり、あるいは取り除いたりする手法である。メリエスは得られたショットを注意深く繋ぎ合わせ、例えば天文学者の望遠鏡がスツールに変わったり、爆発するセレナイトが煙の中に消えるといった、一見すると魔法のようにも見える効果を生み出した。他の特殊効果としては、舞台機械や花火（パイロテクニクス）などの演劇で用いられた手法や、過渡的なディゾルブの技術が使われている。
カメラが人間の顔をした月に近づいていくように見えるショットは、メリエスが前年に『ゴム頭の男』で考案した効果を利用して撮影された疑似的なトラッキングショットである。これは重いカメラを俳優の方に移動させるのではなく、カメラの前から遠くの方へと敷いたレール付きのスロープの上に滑車付きの椅子を置き、そこに首まで黒いベルベットで覆われた俳優が座り、カメラの方に向かって椅子を引っ張るという手法であった（すなわち、カメラが俳優に近づくのではなく、カメラに俳優が近づく形で撮影された）。この手法は技術的な実用性に加えて、メリエスがカメラを動かすよりもはるかに細かくフレーム内の顔の配置をコントロールすることを可能にした。また、このショットはストップ・トリックを用いて、月を演じる俳優の右眼に突然、宇宙船が突き刺さるという形で完成する。空から落下してくる宇宙船が、ロケ地で撮影された本物の海の水面に突入するシーンでは、多重露光を用いて、海の映像に黒い背景の前で宇宙船が落下するショットを重ねている。このショットの後、宇宙船が水面に浮いてくる様子が水中で映し出されるが、これは水槽内で撮影され、厚紙で作られた動く宇宙船の切り抜きを、オタマジャクシとエアージェットを組み合わせて制作されたものであった。月面から宇宙船が落下する様子は、4ショット、約20秒で撮影されている。

### 着色
メリエス作品のフィルムの少なくとも4%（1903年公開の『妖精たちの王国』や、1904年公開の『不可能を通る旅』『セビリアの理髪師』のような大作を含む）と同様に、本作のいくつかのプリントは、パリにあるエリザベス・テュイリエの着色現像所で個別に手作業で着色がなされた（映画の着色化）。ガラスやセルロイド製品の着色技師という経歴を持つテュイリエは、200人の女工がいる現像所を指揮し、自分で色を選んで決め、それをフィルムにブラシで1コマずつ直接塗るよう指示した。女工たち一人一人にひとつの色が割り当てられ、フィルム1本に20色以上使われたこともあったという。着色の材料には水とアルコールで薄めたアニリン染料を使用し、それにより透明で鮮やかな色調を出した。テュイリエの現像所では、平均して約60枚の手彩色のプリントを作成した。

### 音楽
メリエスの作品はサイレント映画ではあるものの、決してサイレントのまま上映されたわけではなかった。上映に際してはしばしば効果音や生演奏を伴い、スクリーン上で展開されるストーリーをボニマンテュール（bonimenteur、ナレーター）が解説した。メリエス自身も映画音楽にかなり関心があり、『妖精たちの王国』や『セビリアの理髪師』など、いくつかの作品では特別な映画音楽を用意していた。しかし、メリエスが映画に特定の音楽を要求したことはなく、上映者が自由に伴奏を選ぶことができた。1902年に本作がパリの音楽ホール「オランピア」で上映された際には、オリジナルの映画音楽が作曲されたという。
1903年にイギリスの作曲家エズラ・リードがピアノ曲『A Trip to the Moon: Comic Descriptive Fantasia』を発表した。この楽曲は作品のシーンごとにスコアが作られており、本作の映画音楽として使用された可能性がある。また、この曲はメリエスがイギリス旅行をした際に、自身がリードに作曲を委託したものである可能性もある。後年に本作の音楽を作曲した人物には、エールのニコラ・ゴダンとジャン＝ブノワ・ダンケル（2011年の修復版、後述）、フレデリック・ホッジス、ロバート・イスラエル、エリック・ル・グエン、ローレンス・レエリシー（メリエスの曾孫）、ジェフ・ミルズ、ドナルド・ソシン、ヴィクター・ヤング（1956年の映画『八十日間世界一周』のプロローグとして収録された簡略版）などがいる。

## スタイル
本作のスタイルは、メリエスの他の多くの作品と同様に意図的に演劇的なものである。ステージセットは19世紀の伝統的な舞台を思わせるような高度に様式化されたものであり、カメラは劇場の観客席からの視点かのように配置・固定して撮影している。この定点的な撮影は、メリエス作品のスタイルのトレードマークの一つとして知られ、サドゥールはその映像を「1階最上等席の紳士」の視点と呼んだ。メリエスは屋外で実景を撮影する時はカメラを動かすことがあったが、スタジオで撮影された物語映画では演劇的な視点の方が適していると考えていた。
メリエスは当初、映画史初期の主流だったアクチュアリティ映画を撮影していたが、映画キャリアの開始から数年間でフィクションの物語映画という当時はまだ一般的ではなかったジャンルに徐々に移行していった。メリエス自身はこうした作品を「構成された主題（scènes composées）」と呼んでいた。この新しいジャンルにはメリエスの演劇やマジシャンとしての経験が大きな影響を与えており、特にフランスで人気があった演劇で、ファンタジーのプロットや豪華な風景、機械的な舞台仕掛けなどのスペクタクルなビジュアルで知られた夢幻劇（フェリー）の伝統の要素が大きい。メリエスは広告で、自分の革新的な映画と同時代のアクチュアリティ映画との違いを強調し、「この幻想的で芸術的な映画は舞台のシーンを再現したものであり、実在の人間や街並みを撮影した普通の映画とは異なる、まったく新しいジャンルを創造したものである」と誇らしげに語っている。
本作はエドウィン・S・ポーターやD・W・グリフィスらによる物語映画の文法的技法の発展に先行していたがゆえに、後にアメリカやヨーロッパでよく使用される多様なカメラアングルやインター・カット、ショットの並置、その他の様々な撮影手法などは用いられていない。むしろメリエスの作品の各ショットは、独立したドラマチックなワンシーンとして構成されており、それも演劇のスタイルを踏襲したものだった。そのため各ショットの映像は単一の光景またはデコール（舞台装置）の中で展開され、光景やデコールが変化するとともにそのショットは次のショットへと移行した。基本的にショットの変わり目にはディゾルブが用いられている。また、各ショット（＝ワンシーン）は目に見える編集によって中断されることはないが、実際にはストップ・トリックの効果だけでなく、製作中に長いシーンを小さなテイクに分割する目的で、いくつかの接合や切断による編集が行われており、その編集に従うと本作には50以上のショットが含まれていることになる。しかし、このような編集はすべて観客に気付かれないよう意図的に行われており、カメラアングルは同じまま慎重にテイクを繋いでいるため、実際にはショットが分割されていてもシームレスなワンショットとして、アクションがスムーズに継続されているように見せることができた。
同様の観点として映画研究者たちは、一つの出来事を異なる形で二度見せることで時間的連続性を感じさせる技法が本作に見られると指摘している。宇宙船が月面着陸するシーンでは、まず擬人化された月に突然、宇宙船が現れる（目に突き刺さる）という形で月面への着陸が示され、次のショットでは先ほどとはまったく様子が異なる、より現実的な宇宙船が月面に着陸するところが描かれる。このように1つのアクションを反復させ、時間と空間を直線的あるいは因果的に描写しない非線形的なストーリーテリングは、後のグリフィスが確立する映画文法の基準からすると非常に型破りなものだった。ただし、これは本作やメリエス独特のものではなく、コンティニュイティ編集が確立する以前の初期の映画においては、同様の技法を試みた作品は他にも存在し、例えばポーターの『アメリカ消防夫の生活』（1903年）では消防士が救出するところを反復して描き、時間の流れの不連続性を感じさせている。この時間的な反復の演出は、20世紀後半のテレビのスポーツ番組におけるビデオ判定をきっかけに、再び身近な編集となった。
メリエスは、グリフィスが確立し今日まで映画編集の規範となっている映画文法を用いたわけではなかったため、従来の映画史研究では本作と他のメリエス作品を含む初期の映画を、後に主流となる物語映画の未成熟なもの、あるいは発展途上のものとして扱っていた。しかし、1970年代以降の研究者はその映画史観を見直し、初期の映画が現代の常識とは全く異なる発想や文法をもつ別種のものであるとする見解を示した。例えば、トム・ガニングは、メリエスがより映画的なストーリーテリングのスタイルを確立しなかったことを非難するのは、彼の映画の目的を誤解することに繋がると主張している。ガニングの見解では、映画史の最初の10年間の作品は、現代映画のような複雑な編集とストーリーテリングの魅力により、観客が物語の世界に没入するタイプの映画ではなく、観客にショックや驚きなどの刺激を与えるスペクタクルなイメージを提示することで、観客の注意をじかに引き付けるタイプの「アトラクションの映画（cinema of attractions）」であると指摘している。社会学者の長谷正人は、本作がアトラクションの映画の代表例であるとし、個々のショットには観客を惹きつけるような視覚的要素が見られるが、物語全体は観客がその世界に感情移入して楽しむようにはできていないと指摘している。このアトラクションの映画のスタイルは、物語映画への移行により人気が低下したが、SF映画やミュージカル、実験映画など、特定の映画ジャンルでは依然として重要な要素となっている。

## テーマ

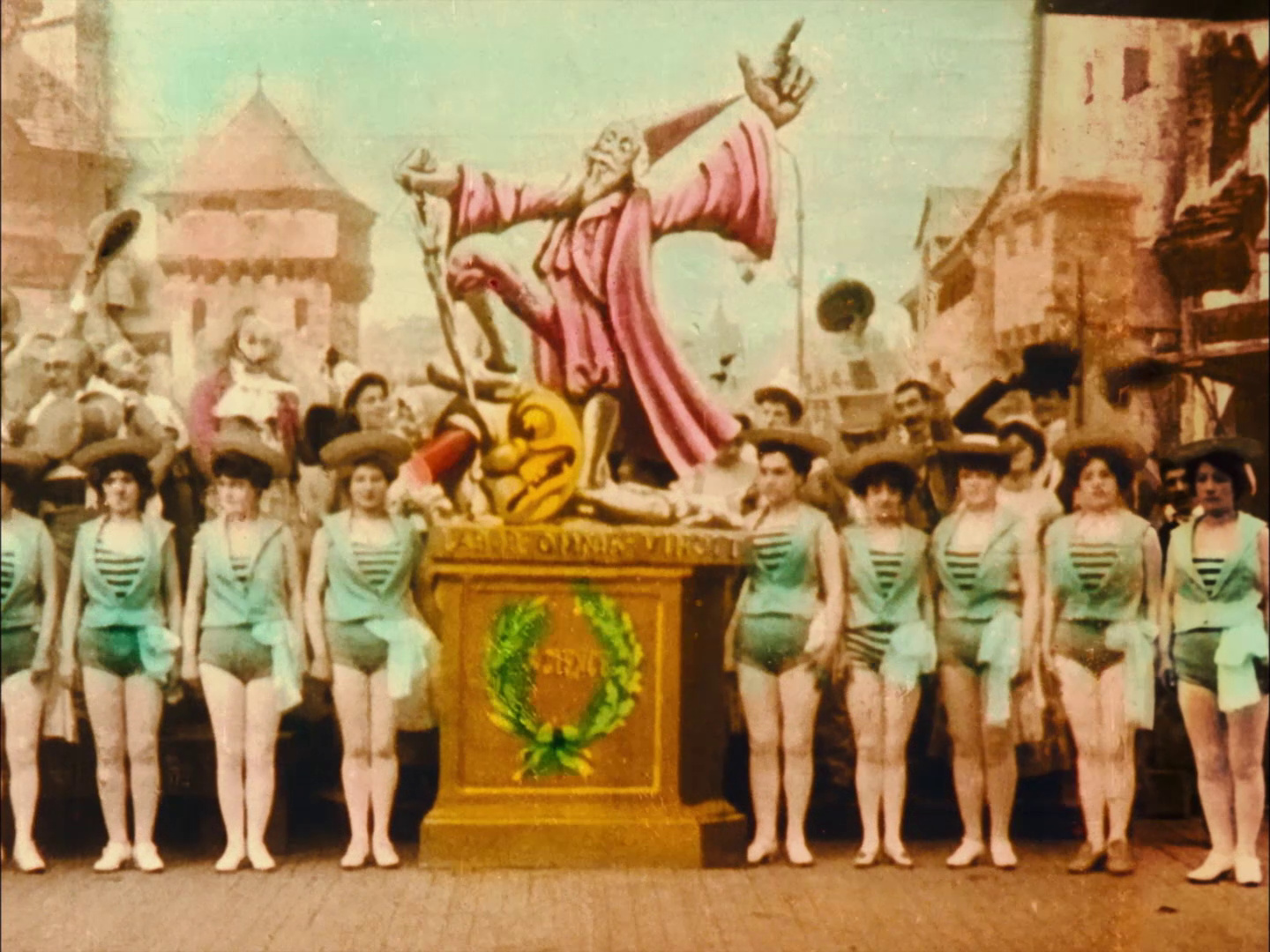
手彩色プリントの最後に登場するバルベンフィリの像は、植民地主義を風刺している可能性がある。

科学的な野心や発見をテーマにした先駆的な作品である本作は、しばしば最初のSF映画と呼ばれている。『A Short History of Film』は「今日におけるSF映画で用いられる基本的な文脈の多く」を成文化したと論じている。ただし、SFによらない他のジャンルへの呼称も考えられている。メリエス自身は本作を「大スペクタクル映画（pièce à grand spectacle）」と宣伝していたが、これは19世紀後半にジュール・ヴェルヌとアドルフ・デネリーによって広められたパリのスペクタクルな舞台劇（エクストラバガンザ）の一種を指す言葉であった。映画史家のリチャード・アベルは、本作を「夢幻劇（フェリー）」のジャンルに属すると説明し、フランク・ケスラーも同様に評した。それは単にトリック映画と呼ぶこともできる。トリック映画は映画史初期の人気ジャンルの総称で、革新的で特殊効果を駆使した短編映画のことを指すが、それはメリエス自身が彼の初期の作品で体系化して広めた。
本作は19世紀の科学を冒険小説のように誇張してからかうといった風刺色が強い。いかにも実際の科学に基づくような振りは一切せず、唯一の現実的描写は着水時の水しぶきだけである。映画研究者のアリソン・マクマハンは、本作をパタフィジカル映画の最初期の一例として挙げ、風刺的に描かれた無能な科学者、擬人化された顔が描かれた月面、物理法則を無視した描写など、「論理的思考の非論理性を示すことを目的としている」と述べている。アベルは、メリエスの狙いが「現代フランス社会の階層的価値観を逆転させ、カーニバル風の騒動の中でそれらを嘲笑することにある」と考察している。同様に、文学者で映画研究者のエドワード・ワゲンクネヒトは、本作を「学者や学術協会の気取った態度を風刺するのと同時に、未踏の宇宙に直面した人間の不思議な感覚に訴える」作品だと述べている。
また、本作の風刺には強い反帝国主義の側面もある。映画研究者のマシュー・ソロモンは、最後のシーン（一部のプリントでは欠落しているパレードと記念式典のシークエンス）において、この点が強く描かれていると指摘している。ソロモンは、反ブーランジェ主義の風刺漫画家として活動していたメリエスが本作の中で、出会った異星生命体を容赦なく攻撃し、自画自賛のファンファーレの中で連れ帰ってきた捕虜を虐待している、馬鹿な衒学者（pedant）として植民地の征服者を描くことで、帝国主義的支配を嘲笑っていると指摘している。映画のラストショットで映し出されるバルベンフィリの像は、メリエスの風刺漫画に登場する、尊大で弱い者いじめを行う植民地主義者にさえ似ている。映画研究者のエリザベス・エズラは、「メリエスが、ある文化を別の文化が征服したという植民地主義者の自負を嘲笑っている」と同意し、「月世界における階層社会が地球上のそれと奇妙に似ていることが示されているように、彼の映画では家庭の社会的分化もテーマにしている」とも指摘している。

## 公開と反応

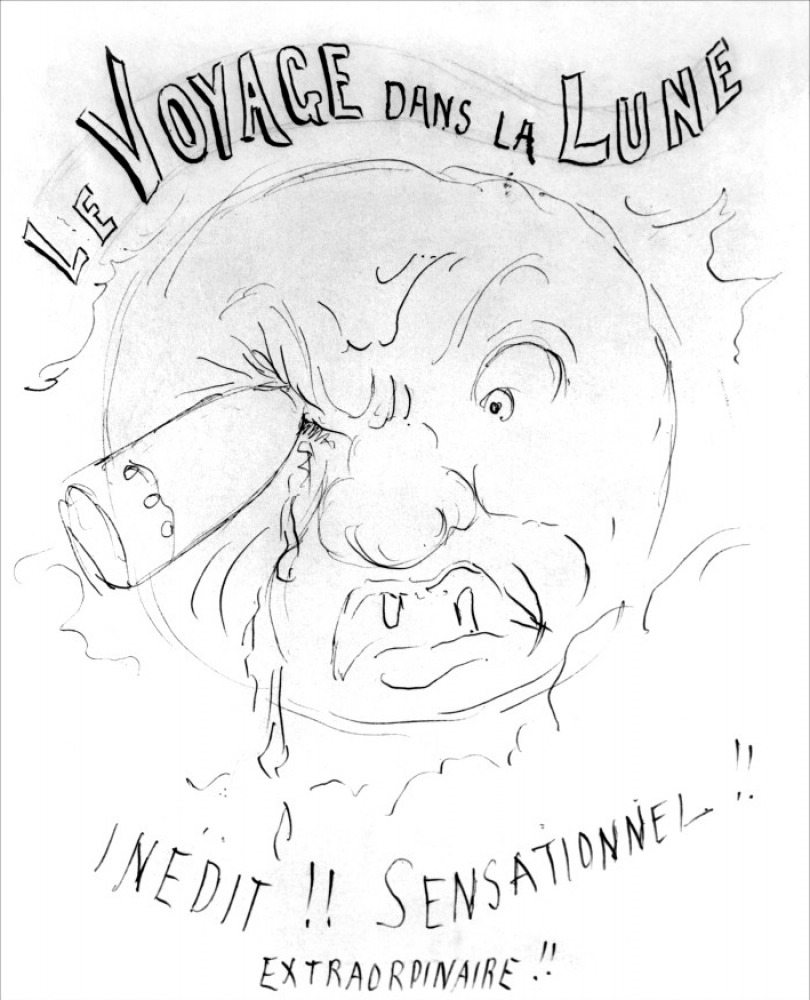
メリエスによる映画ポスターの下絵

1902年5月に本作の製作に着手したメリエスは、同年8月に作品を完成させ、同月にフランスの興行師たちにプリントの販売を開始した。プリントはメリエスが経営するスター・フィルムからモノクロ版と着色版の両方で販売され、それらには399-411番というカタログ番号と、30のタブローからなる「大スペクタクル映画（Pièce à grand spectacle）」というサブタイトルが付けられていた。フランスではモノクロ版が560フラン、着色版が1000フランで販売された。メリエスの回想によると、自分の劇場で興行師向けに上映会を開いたところ、売値が高過ぎるため失敗したという。そこでメリエスはある興行師にプリントを無料で貸し出して上映することを提案し、トローヌの定期市で上映される運びとなった。その初上映は客こそ少なかったものの拍手喝采を受け、その客たちが他の人たちに宣伝するうちに、しまいには真夜中まで場内が満員になるほど客が殺到した。それを受けて興行師たちはすぐにプリントを購入し、メリエスのもとには到る所から注文が殺到した。
1902年9月から12月にかけて、本作の着色版はメリエスが経営するパリのロベール＝ウーダン劇場の土曜日と木曜日のマチネー公演の後に、メリエスの同僚で、最後の2つのシーンでパレードの隊長として出演したマジシャンのジュール＝ウジェーヌ・ルグリによって上映された。さらに本作は巡回興行師たちにより、フランス中の定期市で上映され、高い成功を収めた。同年にパリの音楽ホール「オランピア」でも上映されると、数か月間途切れることなく上映されるほどの成功を収めた。また、スター・フィルムのイギリスの代理人であるチャールズ・アーバンのウォーリク・トレイディング社を通じて、イギリスでも本作のプリントが販売され、イギリスの大部分のミュージック・ホールのプログラムに記載されるほどの成功を収めた。
当時では珍しい予算、上映時間、製作期間であったことや、1901年当時のニューヨークのアトラクションとの類似性など、本作を取り巻く多くの状況は、メリエスが本作をアメリカで公開することを特に望んでいたことを示している。本作はアメリカでも特に大きな熱狂をもって迎え入れられ、ニューヨーク、ワシントンD.C.、クリーブランド、デトロイト、ニューオーリンズ、カンザスシティで高い成功を収めたことが報告されている。しかし、アメリカで広く流通したのは本作の海賊版だったため、メリエスはこの人気作品の利益のほとんどを受け取ることができなかった。一説によれば、メリエスはアルジェの劇場でのみ上映するという条件付きで、本作のプリントをパリの写真家シャルル・ゲルシェルに売ったが、ゲルシェルはそれを他のメリエス作品とともにエジソン社社員のアルフレッド・C・アバディに売却し、アバティはさらにそれをエジソン社の現像所に送り、ここで複製されたフィルムはヴァイタグラフ社から販売されたという。海賊版は他の会社にも広まり、1904年までにはシグムンド・ルービン、シーリグ・ポリスコープ社、そしてエジソン社がそれらを販売していたという。エジソン社に至っては、メリエス自身が行ったように、より高価な着色版の販売さえ行っていた。メリエスの名前がクレジットされることは稀で、配給されてから6か月の間に、アメリカの興行主でメリエスの名前を広告に載せたのはトーマス・リンカーン・タリーだけだった。タリーは自身が経営するエレクトリック・シアターのこけら落としで本作を上映した。
本作の公開中に明らかとなった映画の海賊版問題に対処するため、1903年にメリエスは兄のガストンが管理するスター・フィルムのアメリカ支社をニューヨークに開設した。この事務所はメリエスの作品を直接販売すると共に、アメリカでの著作権登録を行い作品を保護することを目的としていた。同社の英語版カタログの序文には、「ニューヨークに工場と事務所を開設するにあたって、我々はすべての偽造者と海賊版を追及するための準備と決意を持っている。我々に二言はなく、行動で示す！」と記されている。
本作は上記の国だけでなく、ドイツ、カナダ、イタリアなどの国々でも公開されて成功を収め、1904年までヘッドライン・アトラクションとして取り上げられた。日本でも、1905年8月9日に明治座で公開され、1908年4月15日には『月世界探検』の邦題で錦輝館でも上映された。本作は20世紀初頭の数年間で最も人気のある作品の一つとなり、匹敵する作品もごくわずかだった（その作品も『妖精たちの王国』や『不可能を通る旅』など、同じように壮大なメリエスの作品である）。晩年にメリエスは、本作について「私の最高傑作ではなかった」と言いつつも、自身の傑作と広く認められていること、そして「この種のものとしては初めての作品だったため、忘れがたい痕跡を残した」点を認めている。なお、メリエスが自身の最高傑作と捉えていたのは、現在では失われた映画と考えられている、重厚な歴史ドラマ映画『文明の歴史』（1908年）である。
メリエスは本作公開後、アメリカ支店の開設に加えて、アメリカン・ミュートスコープ・アンド・バイオグラフ社（バイオグラフ社）、ウォーリク・トレイディング社、チャールズ・アーバン・トレイディング社、ロバート・W・ポールのスタジオ、ゴーモンなど、他の映画会社とさまざまな貿易協定を結んだ。これらの交渉では、アメリカ市場全体で、プリントの販売価格を1フィートあたり0.15米ドルに標準化することが取り決められ、これはメリエスにとって有益なものであった。ところが、その後、1908年にモーション・ピクチャー・パテンツ・カンパニー（映画特許会社）が価格の標準化を行い、この新基準では、相対的に高価なメリエス作品は非現実的なほどの廉売を強いられることになり、彼の経済的な破滅を早めた。さらに1908年以降の映画では、もはやメリエスが得意とした空想的なトリック映画と演劇的なスタイルは時代遅れとなり、作品は観客に飽きられていった。

## 再発見
メリエスの経済的破滅とキャリアの衰退の後、彼のプリントのほとんどのコピーが失われた。1917年にメリエスの事務所はフランス軍に接収され、軍はフィルムに含まれている銀を集め、セルロイドで軍靴のかかと部分を作るために、そのフィルムの多くを溶かした。1923年にロベール＝ウーダン劇場が取り壊された際には、そこに保管されていたプリントは中古フィルム業者に、内容ではなく重さで売り払われてしまった。残っていたネガもまた、同年にメリエスが怒りのあまりモントルイユの自宅の庭ですべて焼却してしまった。1925年にメリエスはモンパルナス駅の売店で、おもちゃとキャンディの販売を始めた。『月世界旅行』は歴史からほぼ消え去り、何年にもわたって人目に触れることはなくなった。

### モノクロ版
1920年代後半にメリエスとその作品は、映画史に造詣が深い人々、特に映画監督のルネ・クレール、映画評論家のジャン＝ジョルジュ・オリオールやポール・ジルソンらの努力により再発見された。1929年12月16日、パリのサル・プレイエルでメリエスを讃える「ガラ・メリエス（Gala Méliès）」が開催され、1931年にはメリエスにレジオンドヌール勲章が授与された。こうしてメリエスへの関心が高まっている間、映画館経営者のジャン・モークレールと初期の映画実験家ジャン・アクメ・リロイは、それぞれ『月世界旅行』の現存するプリントを探すための活動を始めていた。モークレールは1929年10月にパリで、リロイは1930年にロンドンでコピーを入手したが、どちらも不完全なものだった。モークレールのものは最初と最後のシーンが欠けており、リロイのものもパレードと記念像が登場する最後のシークエンスが丸々と欠けていた。これらのプリントは先述のガラ・メリエスといった回顧展や前衛映画の上映会など、特別な機会に上映されることがあり、時にメリエス自身がプレゼンを行うこともあった。
1932年にリロイが亡くなった後、彼の映画コレクションは1936年にニューヨーク近代美術館（MoMA）が購入した。MoMAの映画キュレーターであるアイリス・バリーが主導して『月世界旅行』の購入及び上映を行ったことで、本作はアメリカ人とカナダ人の幅広い観客に再び公開され、映画史上の画期的な出来事となった。最後のパレードのシークエンスを欠いたリロイの不完全なバージョンは、後世における一般的なバージョンとなり、シネマテーク・フランセーズのプリントを含むほとんどのプリントがこれを基に複製された。1997年にメリエス家が設立した財団法人シネマテーク・メリエスは、様々な資料を基にパレードのシークエンスを含む完全版を再作成した。

### 着色版

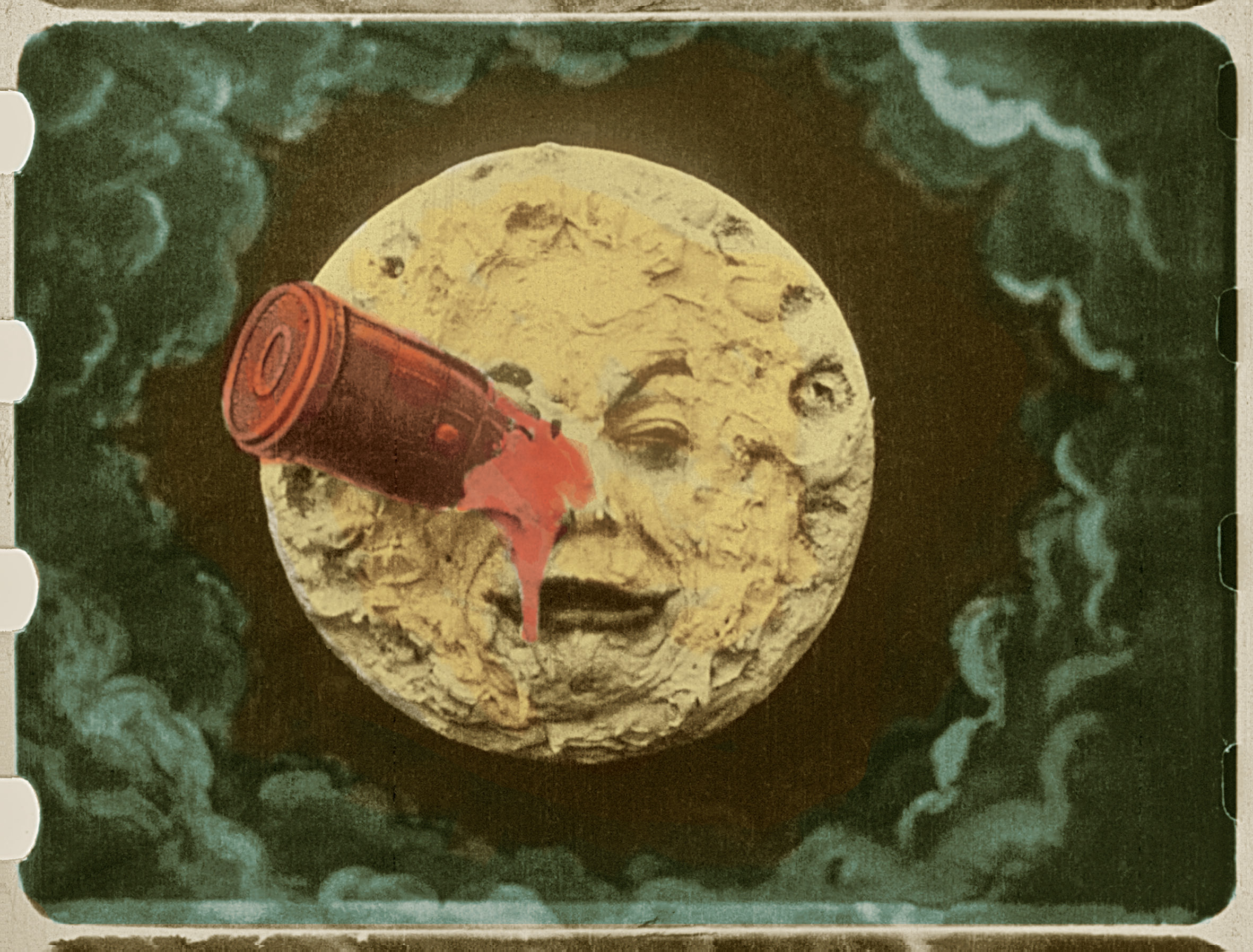
復元された本作の着色版

本作の着色版のプリントは、1993年に匿名の寄贈者がカタルーニャ映画祭に200本のサイレント映画コレクションを寄贈した際にその中から再発見されるまで、もはや現存しない（失われた映画）と長らく見なされていた。この複写ネガから発見された手彩色プリントが、エリザベス・テュイリエの現像所で着色されたものかどうかは不明だが、使用されているパーフォレーションから1906年以前に製作されたものと考えられている。また、宇宙船の発射シーンで使用されている国旗がスペイン国旗を模したものになっていることから、おそらくこの着色版はスペインでの公開用に作られたものと推測されている。
1999年、カタルーニャ映画祭のアントン・ヒメネスは、フランスの映画会社ロブスター・フィルムズのセルジュ・ブロンベルグとエリック・ランジュに本作の着色版プリントが現存することを伝えた。しかし、それは損傷が激しく、フィルムが完全に溶解してしまっていると想定された。それでもブロンベルグとランジュは再発見されたばかりのセグンド・デ・チョーモンのフィルムと交換することを申し出て、ヒメネスは提案を受け入れた。ブロンベルグとランジュは、修復のために様々な専門機関に相談をしたが、フィルムのリール部分が溶解して硬い塊になっていたために、どの機関も修復は不可能と返答した。しかし、2人がフィルムのフレームを分離する作業を行ったところ、溶解して固まっているのはフィルムの端部分だけであり、多くの部分がまだ損傷していない状態であることを発見した。2002年から2005年にかけて様々なデジタル化作業が行われ、1万3375枚のプリントの断片を保存することができた。2010年にはロブスター・フィルムズ、Groupama Gan Foundation for Cinema、およびTechnicolor Foundation for Cinema Heritageにより、着色版プリントの完全修復作業が開始された。デジタル化された着色版プリントの断片を用いたフィルムの再現には、メリエス家が所有するモノクロ版プリントを利用して欠落したフレームの再作成及び復元が試みられ、映写速度もサイレント映画本来の速度である毎秒14フレームで行われた。復元作業はロサンゼルスのテクニカラーの研究所で行われ、2011年に完了した。修復費用は100万ドルだった。
この修復版は、再発見から18年後、初公開から109年後の2011年5月11日に、第64回カンヌ国際映画祭でフランスのバンド・エールによる新しいサウンドトラック付きでプレミア上映された。翌2012年にはアメリカのFlicker Alley社から、Blu-rayとDVDの2枚組で発売され、特典としてブロンベルグとランジュによる長編ドキュメンタリー『メリエスの素晴らしき映画魔術』が収録された。ニューヨーク・タイムズ紙の映画批評家のA・O・スコットは、「今年、いや、今世紀の映画界のハイライトであることは間違いない」と評した。修復版は日本でも、2012年8月に『メリエスの素晴らしき映画魔術』と同時に公開され、同年11月に紀伊國屋書店からBlu-rayが発売された。

## 影響と後年の評価
本作はメリエスの最も有名な作品であり、かつ初期の映画の古典的な例でもあり、特に人間の顔をした月面の右目に宇宙船が刺さるシーンはよく知られている。『A Short History of Film（映画小史）』は、本作を「スペクタクル、センセーション、技術的な才覚が組み合わされ、世界的なセンセーションを引き起こした宇宙ファンタジーである」と紹介した。本作は後世の映画人に多大な影響を与え、映画という媒体に創造性をもたらし、当時の映画では珍しい目標だった純粋なエンターテインメントとしてのファンタジーを提供した。さらにメリエスの革新的な編集技法や特殊効果の技術は、後年の作品で広く使われた。また、本作は科学的なテーマがスクリーン上で機能すること、あるいは現実がカメラによって変えられることを示し、映画におけるSFやファンタジーの発展に拍車をかけた。
エドウィン・S・ポーターは1940年のインタビューで、『月世界旅行』や他のメリエス作品を見て、「物語を描いた映画が観客を劇場に呼び戻せるのではないかという結論に達し、その方向でこの仕事を始めた」と語っている。同様に、D・W・グリフィスもまたメリエスについて「私はすべて彼から恩恵を受けている」と語っている。この2人のアメリカ人監督は、今日までの映画の物語技法を発展させたことで広く認められているため、エドワード・ワゲンクネヒトはメリエスの映画史における重要性を「ポーターとグリフィスの2人に大きな影響を与え、彼らを通してアメリカの映画製作の全過程に影響を与えた」と評している。
本作はさまざまな作品で何度も参照されてきた。1908年にはパテ社のセグンド・デ・チョーモンにより、本作の無許可のリメイク作品『Excursion to the Moon』が作られた。1956年の映画『八十日間世界一周』のプロローグには、エドワード・R・マローの解説とともに本作の映像が引用されている。1998年のHBOのテレビシリーズ『フロム・ジ・アース/人類、月に立つ』の最終話では、本作の製作風景を再現したシーンがある。2007年にブライアン・セルズニックが発表した小説『ユゴーの不思議な発明』及び、それを2011年にマーティン・スコセッシが映画化した『ヒューゴの不思議な発明』ではメリエスと本作を含む作品への大規模なオマージュが見られた。ミュージック・ビデオでは、1995年のクイーンの楽曲『ヘヴン・フォー・エヴリワン』が本作の映像を引用し、1996年のスマッシング・パンプキンズの楽曲『Tonight, Tonight』の映像が本作に触発されている。月面の目に宇宙船が刺さるイメージは、1989年のヨリス・イヴェンスのドキュメンタリー映画『風の物語』で再現されたほか、視覚効果協会のロゴマークのモチーフとなったり、アメリカのアニメシリーズ『フューチュラマ』の第2話「The Series Has Landed」などで真似されたりしている。
映画研究者のアンドリュー・J・ラウシュは、本作を「映画史において最も重要な32の瞬間」の1つに挙げ、「映画の製作方法を変えた」と評している。『死ぬまでに観たい映画1001本』の年代順のリストでは、本作がいちばん最初の作品として選ばれており、その本における映画研究者キアラ・フェラーリの作品コメントでは、本作について「メリエスの劇的人格が色濃く反映されている」と指摘し、「世界の映画史におけるマイルストーン的作品のひとつとして、この映画はしかるべき地位が与えられるべきだろう」と論じている。2000年にヴィレッジ・ヴォイス紙が映画批評家の投票により選出した「20世紀の最高の映画100本」のランキングでは、本作が84位にランクされた。映画レビューサイトのRotten Tomatoesでは、14件の批評のうち支持率は100%で、平均評価は8.90/10となっている。

## ギャラリー

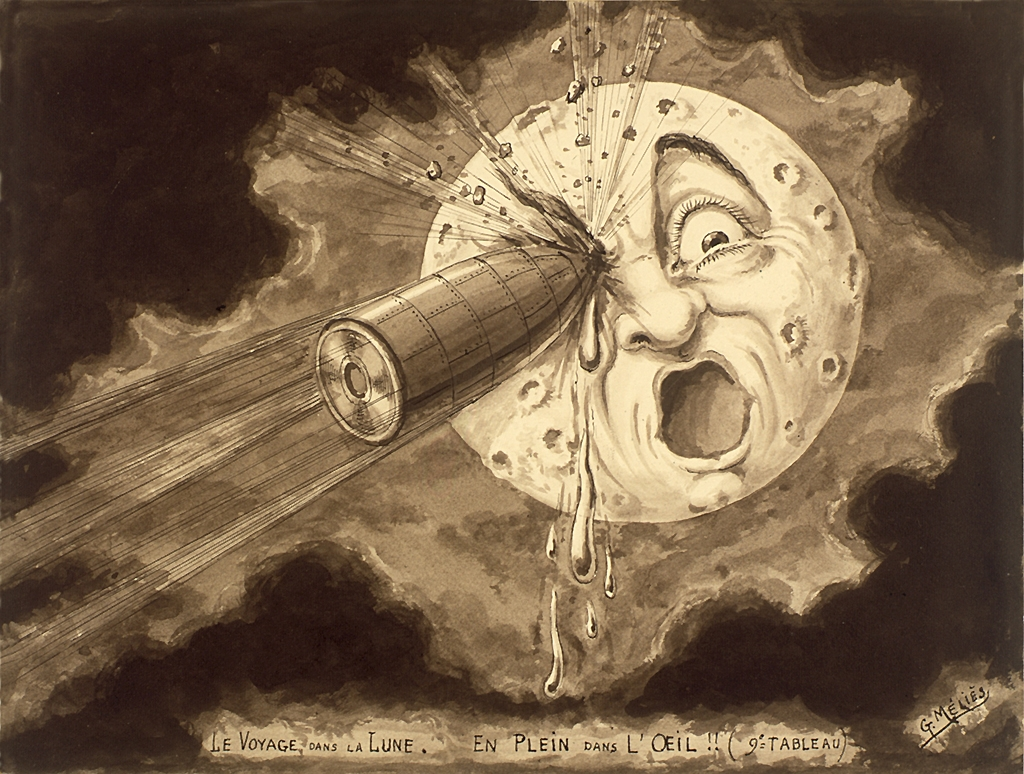
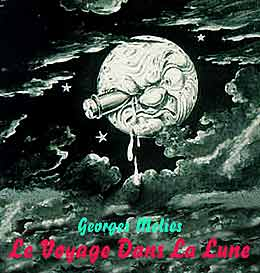